# Телятниково (Псковська область)
Телятниково (рос. Телятниково) — присілок в Дєдовицькому районі Псковської області Російської Федерації.
Населення становить 15 осіб. Входить до складу муніципального утворення Пожеревицька волость.

## Історія
Від 2015 року входить до складу муніципального утворення Пожеревицька волость.

## Населення
| 2001 | 2002 | 2010 |
| ---- | ---- | ---- |
| 40   | ↘27  | ↘15  |